# ダリル・ウィルチャー
ダリル・ウィルチャー（Daryl Wilcher、1969年6月19日 - ）は、アメリカ合衆国の俳優。

## 出演作品
- Sleepaway Camp III: Teenage Wasteland
- フリージャック